# Venise
Venise és un municipi al departament del Doubs (regió de Borgonya - Franc Comtat, França). L'any 2007 tenia 426 habitants.

## Demografia

### Població
El 2007 la població de fet de Venise era de 426 persones. Hi havia 147 famílies de les quals 33 eren unipersonals (15 homes vivint sols i 18 dones vivint soles), 37 parelles sense fills, 55 parelles amb fills i 22 famílies monoparentals amb fills.
La població ha evolucionat segons el següent gràfic:

### Habitatges
El 2007 hi havia 166 habitatges, 154 eren l'habitatge principal de la família, 5 eren segones residències i 7 estaven desocupats. 151 eren cases i 15 eren apartaments. Dels 154 habitatges principals, 116 estaven ocupats pels seus propietaris, 36 estaven llogats i ocupats pels llogaters i 2 estaven cedits a títol gratuït; 6 tenien dues cambres, 6 en tenien tres, 33 en tenien quatre i 108 en tenien cinc o més. 139 habitatges disposaven pel capbaix d'una plaça de pàrquing. A 57 habitatges hi havia un automòbil i a 90 n'hi havia dos o més.

### Piràmide de població
La piràmide de població per edats i sexe el 2009 era:
| Homes | Edats   | Dones |
| ----- | ------- | ----- |
| 0     | 95 o +  | 0     |
| 0     | 90 a 94 | 0     |
| 0     | 85 a 89 | 4     |
| 4     | 80 a 84 | 4     |
| 0     | 75 a 79 | 0     |
| 8     | 70 a 74 | 4     |
| 12    | 65 a 69 | 12    |
| 8     | 60 a 64 | 4     |
| 8     | 55 a 59 | 0     |
| 16    | 50 a 54 | 16    |
| 16    | 45 a 49 | 32    |
| 12    | 40 a 44 | 8     |
| 8     | 35 a 39 | 12    |
| 20    | 30 a 34 | 4     |
| 12    | 25 a 29 | 12    |
| 16    | 20 a 24 | 28    |
| 8     | 15 a 19 | 32    |
| 20    | 10 a 14 | 24    |
| 8     | 5 a 9   | 8     |
| 8     | 0 a 4   | 12    |

## Economia
El 2007 la població en edat de treballar era de 267 persones, 206 eren actives i 61 eren inactives. De les 206 persones actives 194 estaven ocupades (107 homes i 87 dones) i 13 estaven aturades (8 homes i 5 dones). De les 61 persones inactives 26 estaven jubilades, 19 estaven estudiant i 16 estaven classificades com a «altres inactius».

### Ingressos
El 2009 a Venise hi havia 164 unitats fiscals que integraven 469,5 persones, la mediana anual d'ingressos fiscals per persona era de 18.235 €.

### Activitats econòmiques
Dels 9 establiments que hi havia el 2007, 3 eren d'empreses extractives, 1 d'una empresa alimentària, 1 d'una empresa de fabricació d'altres productes industrials, 2 d'empreses de construcció i 2 d'empreses de comerç i reparació d'automòbils.
Dels 3 establiments de servei als particulars que hi havia el 2009, 1 era un paleta, 1 guixaire pintor i 1 lampisteria.
L'únic establiment comercial que hi havia el 2009 era una fleca.
L'any 2000 a Venise hi havia 3 explotacions agrícoles.

## Poblacions properes
El següent diagrama mostra les poblacions més properes.